# 德文尖角體
德文尖角體（德語：Fraktur，德語：[fʀakˈtuːɐ] ⓘ），又可翻譯為破碎體，是一种特殊的拉丁字母字體，兼具书法和印刷體的雙重特點，20世紀的数种德式哥特体皆由本字體而来。
在16～20世紀這400年中，尖角體一直是整個德語區、北意大利和斯堪的納維亞南部的正式書面字體，虽然破碎體用的也是拉丁字母，但在北欧經常被稱作德国字母，因為它和西歐古體（Antiqua）的形狀差異實在太大，導致北歐人長期將兩者視為完全不同的文字。

## 名稱及定義
破碎體的德文“Fraktur”的意思是“破碎的”，源自拉丁語中的“frāctūra（斷裂）”，frangere是這個詞的被動形式，與英語單詞“斷裂（fracture）”是同一個單詞。
因為這個字體的笔画呈現破碎、割裂、龜甲一樣的形狀而得此名。破裂體的每個字較為難讀，比起从古老的卡洛林小草书体和從古罗马方体大写字母演化而来的古典體來說更加不方便，不如後者那样能輕易的分清大小寫。
在德國，“Fraktur”可以指德國的破碎體，也可以指帶所有的哥特字体，例如哥特体在英文中需要特別稱之為Blackletter，但在德文中可直接直接称為Gebrochene Schrift。

## 特徵

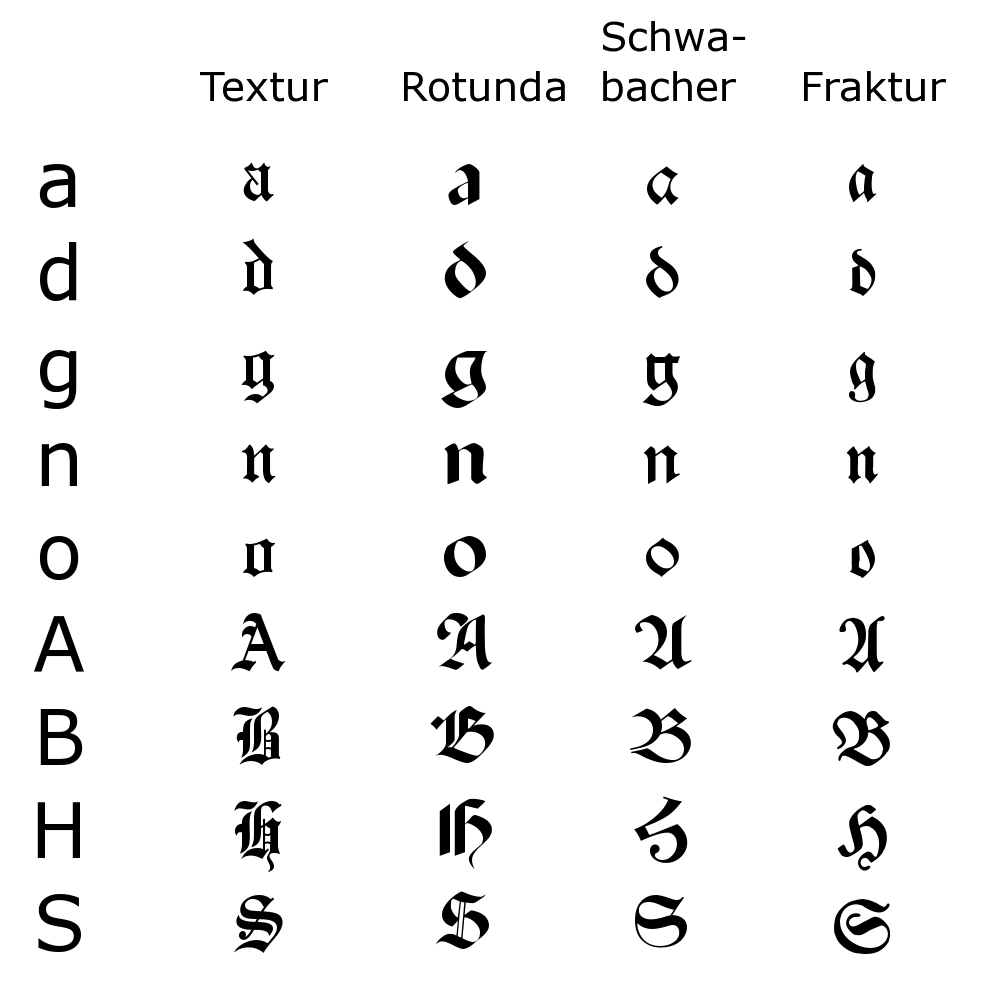
某种现代无衬线字体以及四种哥特体（从左到右）： Textur(a)、Rotunda、施瓦巴赫體與破碎體

除了《ISO基本拉丁字母表》的26個字母外，破碎體還包括⟨ ß ⟩（Eszett [ɛsˈtsɛt]）及帶變音符號的元音和⟨ ſ ⟩（長s）。一些19世紀的破碎體還包括字母r的變體形式，稱為r rotunda，許多包括草書手寫遺留下來的各種連字，並有使用規則。大多數較古老的破碎字體在大寫的⟨ I ⟩和⟨ J ⟩之間沒有區別（其中常見的形狀更像是⟨ J ⟩），即使小寫的⟨ i ⟩和⟨ j ⟩是有區別的。
破碎體和其他哥德體之間的一個區別是，在小寫的⟨ o ⟩中，弓的左側部分已損壞，但右側部分沒有。在用破碎體書寫的丹麥語文本中，字母⟨ ø ⟩在16世紀已經比德語和瑞典語⟨ ö ⟩更受青睞。
以下是用維基百科也可以顯示出來的破碎體，此版本使用的是TeX中的\mathfrak字体：
{\displaystyle {\mathfrak {A}}~{\mathfrak {B}}~{\mathfrak {C}}~{\mathfrak {D}}~{\mathfrak {E}}~{\mathfrak {F}}~{\mathfrak {G}}~{\mathfrak {H}}~{\mathfrak {I}}~{\mathfrak {J}}~{\mathfrak {K}}~{\mathfrak {L}}~{\mathfrak {M}}~{\mathfrak {N}}~{\mathfrak {O}}~{\mathfrak {P}}~{\mathfrak {Q}}~{\mathfrak {R}}~{\mathfrak {S}}~{\mathfrak {T}}~{\mathfrak {U}}~{\mathfrak {V}}~{\mathfrak {W}}~{\mathfrak {X}}~{\mathfrak {Y}}~{\mathfrak {Z}}}
{\displaystyle {\mathfrak {a}}~{\mathfrak {b}}~{\mathfrak {c}}~{\mathfrak {d}}~{\mathfrak {e}}~{\mathfrak {f}}~{\mathfrak {g}}~{\mathfrak {h}}~{\mathfrak {i}}~{\mathfrak {j}}~{\mathfrak {k}}~{\mathfrak {l}}~{\mathfrak {m}}~{\mathfrak {n}}~{\mathfrak {o}}~{\mathfrak {p}}~{\mathfrak {q}}~{\mathfrak {r}}~{\mathfrak {s}}~{\mathfrak {t}}~{\mathfrak {u}}~{\mathfrak {v}}~{\mathfrak {w}}~{\mathfrak {x}}~{\mathfrak {y}}~{\mathfrak {z}}}
Fraktur一词由拉丁语frangere（破坏）的过去分词fractus而来，和英语fracture同源。

## 歷史

### 起源
目前已知最早的破碎體第出現在16世紀初，當時的神圣罗马皇帝马克西米利安一世在位期間，為了尋找一種能在凱旋門門框上彫刻的字體，而委託阿爾布雷希特·杜勒和希羅尼穆斯·安德里亞（Hieronymus Andreae）聯合设计，破碎體那筆直分割的筆畫設計正式為了適用於木彫。在破碎體被發明後，用於印刷的版本也隨之出現，奧格斯堡出版商“Johann Schönsperger”按照馬克西米利安皇帝之要求印刷了一系列帶有破碎體的書籍，例如1513年出版的《祈禱書》或1517年出版的《插圖詩集》。
由於有皇帝本人的支持，導致破碎體很快在神聖羅馬帝國境內流行起来，人气一躍超过了之前的施瓦巴赫體（Schwabacher）和Textualis。在德语国家（德國、奧地利、瑞士、盧森堡）和受德意志文化影响的地区（斯堪的纳维亚、波羅的海國家、捷克），破碎體出現的頻率变得非常高，甚至在此基礎上誕生了多种華麗的彫刻改版字體，刻了各式各樣的破碎體字體並變得普遍。
到了18世紀，德國萊比錫的出版商“Johann Gottlob Immanuel Breitkopf”進一步開發破碎體，創造出更加清晰易讀的骨折體。在接下來的幾個世紀裡，雖然大多數歐洲國家都轉而使用古體，但說德語的母語人士因為愛國主義等因素，把破碎體及後續延伸字體看作是本民族的象徵，強烈的抵制古董體滲入。

## 使用
在20世纪初的德语地区、挪威、爱沙尼亚和拉脱维亚仍然非常普遍的使用破碎體，在芬兰、瑞典和丹麦也有一小部分，而其他国家此时已开始使用古體（Antiqua）作为排版字体。当时有一部分印刷物使用了施瓦巴赫體（Schwabacher）等其他相关的哥特体，然而主要字体还是Normalfraktur，其间有一些细微的区别。
18世纪末至19世纪末，曾经使用过破碎體的大部分国家中，古體作为古典主义时期的标志，渐渐取而代之。該举动在德国引发了激辩，称作“古體-破碎體争论”。不过改变主要影响的是德国科学界文献，而纯文学作品以及报纸仍然使用破碎體。直到1941年3月1日，馬丁·鮑曼签署了一份命令，宣布破碎體（以及施瓦巴赫體和聚特林）是犹太字母（Judenlettern），禁止继续使用，情况因此逆转。而破碎體虽然在二战后有过短暂的复苏，但当时德国正试图换上现代化的新面貌，因此很快又消失了踪迹。
现時破碎體主要用于装饰性的排版，一些单独的字母有时用于数学領域。

## 字体示例
在以下图片中，德文句子出现在字体名称之后（图1的字体名称为Walbaum-Fraktur，图2为Humboldtfraktur）。这句句子的意思是“维克多在叙尔特大坝上追逐十二个拳击手”，句中包括了26个字母以及德文使用的元音變化符號，因此是一句全字母句。

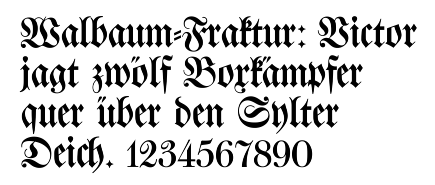
图1. Walbaum-Fraktur (1800)

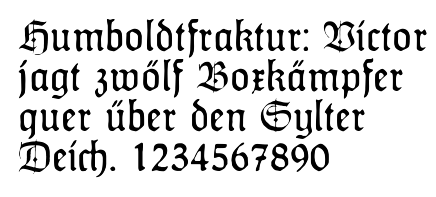
图2. Humboldtfraktur (Hiero Rhode, 1938)

## 延伸閲讀
- Bain, Peter and Paul Shaw. Blackletter: Type and National Identity. Princeton Architectural Press: 1998. ISBN 1-56898-125-2.
- Silvia Hartmann: Fraktur oder Antiqua. Der Schriftstreit von 1881 bis 1941, Peter Lang, Frankfurt am Main u. a. 1998 (2. üb. A. 1999), ISBN 978-3-631-35090-4
- Fiedl, Frederich, Nicholas Ott and Bernard Stein. Typography: An Encyclopedic Survey of Type Design and Techniques Through History. Black Dog & Leventhal: 1998. ISBN 1-57912-023-7.
- Macmillan, Neil. An A–Z of Type Designers. Yale University Press: 2006. ISBN 0-300-11151-7.

## 參閲
- 德語字母